# 파벨 호르바트
파벨 호르바트 (1975년 4월 22일 ~ )는 체코의 전 축구 선수이다. 현재는 빅토리아 플젠의 수석 코치로 활동하고 있다.

## 통계
| 체코 | 체코 | 체코 |
| 연도 | 출전 | 골   |
| ---- | ---- | ---- |
| 1999 | 6    | 0    |
| 2000 | 8    | 0    |
| 2001 | 2    | 0    |
| 2002 | 3    | 0    |
| 합계 | 19   | 0    |